# Robinson R88
Der Robinson R88 ist ein leichter einmotoriger Mehrzweckhubschrauber des Herstellers Robinson Helicopter. Er wurde am 11. März 2025 auf der Messe Verticon in Dallas der Öffentlichkeit vorgestellt. Der Erstflug ist für 2025, die Musterzulassung 2029 geplant. Der Stückpreis soll bei 3,3 Mio. $ beginnen.

## Konstruktion
Die R88 ist wie die anderen Hubschrauber des Unternehmens mit einem Zweiblattrotor ausgestattet. Erstmals kommt eine Steuerung mit eigenständigen Steuerknüppeln auf Piloten- und Copilotenseite zum Einsatz. Als Antrieb ist ein Arriel-2W-Triebwerk des Herstellers Safran verbaut. Die Avionic Suite G500H TXi / GTN wird von Garmin geliefert.

## Technische Daten
| Kenngröße       | Daten                                      |
| --------------- | ------------------------------------------ |
| Reichweite      | 350 NM (648 km)                            |
| Nutzlast intern | 1800 lbs (816 kg)                          |
| Nutzlast extern | 3000 lbs (1.361 kg)                        |
| Triebwerke      | 1 × Safran Arriel 2W mit 1000 shp (746 kW) |